# LaRue Martin
LaRue Martin (ur. 30 marca 1950 w Chicago) – amerykański koszykarz, środkowy.
Został wybrany w drafcie 1972 roku z numerem 1, przez klub Portland Trail Blazers. W jednym ze spotkań sezonu 1971/72 pokonał samego Billa Waltona w trakcie rywalizacji Loyola vs. UCLA. Zainteresowanie jego osobą wzrosło do tego stopnia, iż wybrano go z numerem 1, mimo że lista jego osiągnięć nie była tak imponująca, jak innych potencjalnych kandydatów do wyboru z numerem pierwszym.
W swoim najbardziej udanym statystycznie sezonie (1974/75) w NBA notował średnio 7 punktów, 5 zbiórek i 0,6 bloku. Ze względu na kontuzje Billa Waltona zwiększono liczbę minut, jaką spędzał na parkiecie.
Z powodu kontuzji zdecydował się zakończyć swoją karierę sportową już w 1976 roku, po zaledwie czterech latach gry w NBA. Rok później Blazers sięgnęli po mistrzostwo ligi, pokonują w finale 76ers 4–2..

## Osiągnięcia
NCAA
- 2–krotnie wybierany do składu All-American (1970, 1972)[4]
- Uczelnia zastrzegła należący do niego numer 20[4]